# Râul Moszczenica, Bzura

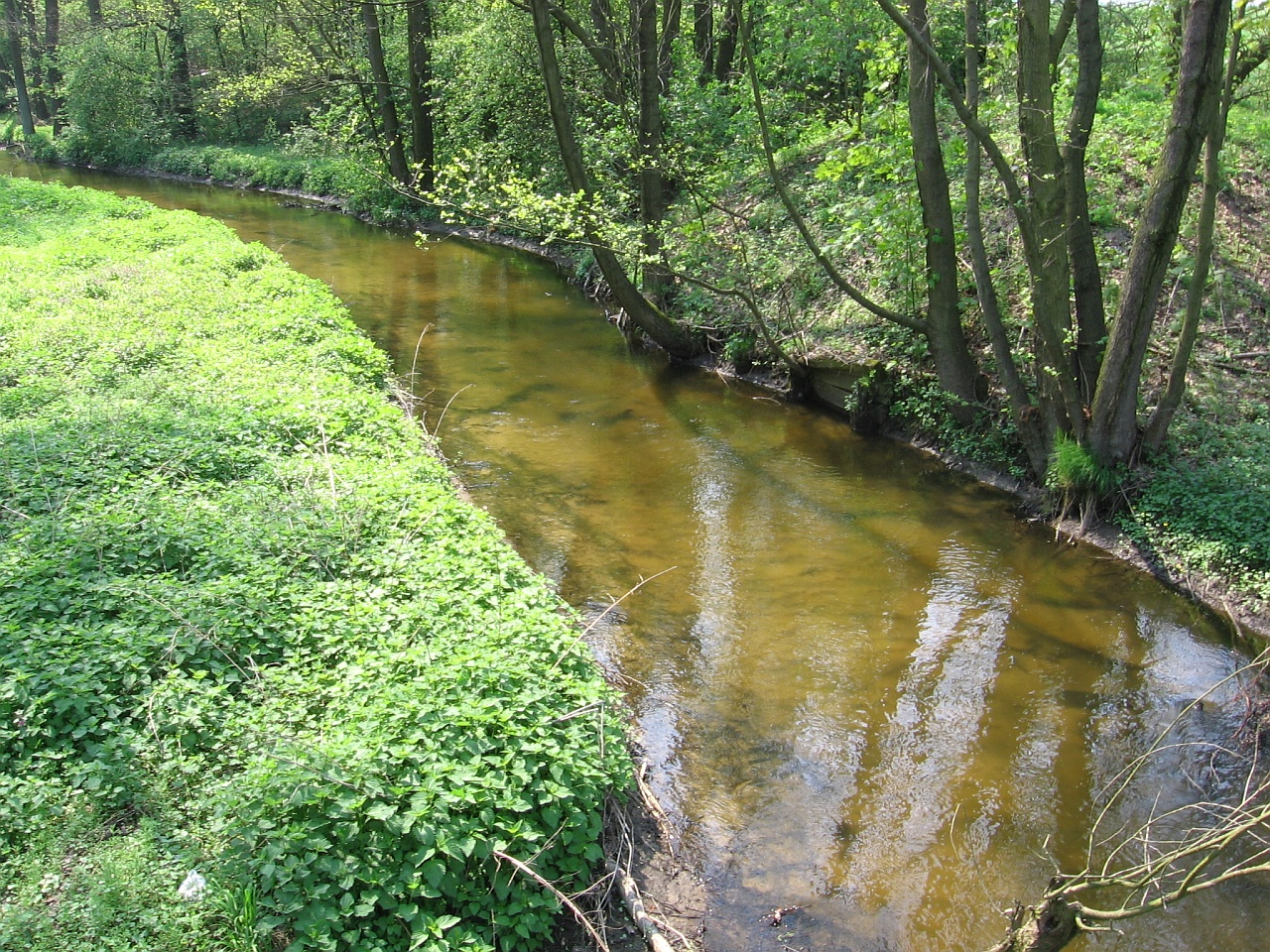
Râul Moszczenica prin satul Wola Branicka

Moszczenica (anterior Moszczanka) este un râu din Polonia, care se varsă în râul Bzura în apropiere de Orłów-Kolonia.

## Geografie
Râul Moszczenica izvorăște de pe teritoriul satului Byszewy din voievodatul Łódź (aflat la 10 km nord de orașul Łódź) la o altitudine de 190 m deasupra nivelului mării.  Are o lungime de 55,08 km și o suprafață a bazinului de aproximativ 515 km² și este un afluent de drept al râului Bzura. Curge la început spre nord prin Stare Skoszewy într-o zonă cu pante abrupte, iar în apropierea orașului Stryków își schimbă cursul spre nord-vest și apoi traversează satul Anielin Swędowski. Lângă Górki Łubnickie râul se întoarce spre nord-est, curge prin orașul Piątek, iar lângă satul Wola Kałkowa se varsă în râul Bzura, un afluent stâng al Vistulei.
Afluenții stângi ai râului sunt Borchówka, Struga Dobieszkowska (Młynówka) și Kiełmiczanka, iar afluentul drept este Malina.

## Râul Moszczenica în cultură
Prima așezare umană de pe valea râului Moszczenica a apărut în paleolitic. În Evul Mediu, pe valea râului Moszczenica, existau ateliere de prelucrare a fierului. Valea râului a devenit în timp o zonă de excursii în anotimpul de vară pentru locuitorii orașului Łódź.
Scriitorul Jarosław Iwaszkiewicz a locuit la conacul din Byszewy în perioada 1911–1913 mai întâi ca meditator al verișorului său Józef Świerczyński, iar apoi (de mai multe ori până în 1931) ca prieten al familiei și a efectuat revenit în mod repetat în călătorii sentimentale acolo și pe valea pârâului Moszczenica, descriind conacul și mediul natural înconjurător în scrierile sale. El a scris povestirea „Dolina Moszczenicy”, inclusă în volumul Podróże do Polski („Călătorii în Polonia”, 1977), în care a descris drumețiile efectuate pe malul acestui râu înaintea Primului Război Mondial.